# Торговля людьми в России
Торговля людьми в России — преступная деятельность по торговле людьми в России.
Мужчин, женщин и детей незаконно вывозят из России и завозят в Россию для принудительного труда и сексуальной эксплуатации. В 2017 году Россия находилась на «Уровне 3», на 2023 год положение осталось прежним.  В 2023 году  усилилась критика действий России в области торговли людьми из-за призывников и украинских детей.

## Торговля людьми
Мужчины, женщины и дети из России подвергаются условиям долговой кабалы и принудительного труда, в том числе в строительной отрасли, в текстильных цехах и на производстве, в сельском хозяйстве и в рыбном секторе. В 2023 году  усилилась критика действий России в области торговли людьми из-за призывников и украинских детей.
Депортация украинских детей в Россию
Депортация украинских детей в Россию (насильственное перемещение тысяч украинских детей в Россию из-за вторжения России на Украину с 2022 года) является предметом судебного преследования Международного уголовного суда против российских чиновников, включая президента Владимира Путина.
Положение мобилизованных на СВО (2022)
Российские официальные лица принуждали, либо обманывали и принуждали взрослых иностранных граждан к войне России против Украины.
Принудительный труд
20 000 мужчин и женщин из Северной Кореи ежегодно привозятся в Россию и подвергаются условиям принудительного труда в России. Северокорейский режим предоставляет рабочую силу по контракту для лесозаготовительных поселков, находящихся под управлением северокорейских компаний на Дальнем Востоке России. Правительство Северной Кореи и северокорейские компании удерживают до 85 % заработной платы работников.
Принудительная проституция
Женщины и дети из Нигерии, Средней Азии, Украины, Китая, Молдовы и Африки подвергаются принудительной проституции и принудительному попрошайничеству в Москве и Санкт-Петербурге. До войны 2022 года клиенты из Западной Европы и США ездили в Западную Россию, в частности в Санкт-Петербург, с целью детского секс-туризма. Число жертв торговли детьми в этих городах уменьшилось из-за агрессивных полицейских расследований (2010 год).
Правительственные чиновники подвергались расследованию, уголовному преследованию и осуждению за торговлю людьми.

## Обвинение

### Законодательство
Статья 127 УК РФ запрещает торговлю людьми в целях коммерческой сексуальной эксплуатации и принудительный труд. Педусмотрено наказание в виде лишения свободы на срок от 5 до 15 лет лишения свободы. Статья 152 гласит, что любая покупка или продажа несовершеннолетнего наказывается лишением свободы на срок до 5 лет.
Чаще всего людей, виновных в торговле людьми, обвиняют по статьям 240 и 241, которые подразумевают участие в занятиях проституцией и публичными домами, поскольку эти преступления легче доказать в суде.
В 2006 году был принят закон о конфискации активов, который позволяет прокурорам конфисковывать активы осужденных, в том числе торговцев людьми. Некоторые сотрудники правоохранительных органов прошли обучение по борьбе с торговлей людьми
В 2013 году министр иностранных дел России по правам человека Константин Долгов обвинил авторов доклада Госдепартамента США о торговле людьми в предвзятости. Россия отказалась предоставлять федеральную статистику по торговле людьми Государственному департаменту США, однако различные НПО и другие организации по-прежнему сотрудничают с иностранными агентствами.
В 2013 году 28 человек были осуждены по статье 127.1.

### Обвинения в соучастии
Коррупция была определена как «основная причина и способствующий инструмент» торговли людьми. Коррупция включает в себя подделку документов и фальсификацию туристических виз и документов, а также предоставление чиновникам денег за защиту, чтобы гарантировать отсутствие расследования.
В 2010 года СМИ сообщили об участии высокопоставленного чиновника Министерства внутренних дел в сети принудительной торговли людьми ( 2006—2008 год). Старший участковый комиссар полиции Астрахани был признан (2010) виновным и приговорен к восьми годам лишения свободы за конфискацию паспортов и проездных документов  мигрантов и принуждению к работе в  сельском хозяйстве.

### Отсутствие расследования
Расследования случаев торговли людьми проводятся только с согласия высокопоставленных чиновников. Кроме того, сроки расследований продлеваются, поскольку не существует межведомственного органа, который бы поощрял сотрудничество с прокуратурой и следствием.

### Преступные синдикаты
Ни одна группа, задержанная в России в связи с торговлей людьми, не насчитывала более двадцати членов. Преступный синдикат Солнцевская Братва, занималась торговлей людьми не как дилеры, а как скупщики жертв, заставляя их работать в своих казино, ресторанах и публичных домах. ФБР утверждает, что синдикаты русской мафии действуют на всей территории США: согласно отчету за 2006 год, было выявлено 8000 женщин, принуждаемых к проституции из славянских республик бывшего СССР, и 3000 преступников, вовлеченных в сексуальную эксплуатацию.

## Защита жертв
Большинство жертв, которым была оказана помощь, были идентифицированы НПО или международными организациями.
Приют и реабилитационный центр открылся в Москве в 2006 году при иностранном финансировании, но был закрыт в 2009 году.
Местное правительство на Дальнем Востоке России предоставило помещение и финансирование на сумму около 3732 долларов США на коммунальные услуги приюту для жертв домашнего насилия и торговли людьми, который открылся в феврале 2009 года, хотя большая часть эксплуатационных расходов приюта была профинансирована иностранным спонсором.
Город Санкт-Петербург профинансировал и оказал помощь в натуральной форме нескольким местным НПО и Российскому Красному Кресту в проведении информационно-просветительских программ по выявлению и оказанию помощи беспризорным детям, многие из которых являются жертвами принудительной проституции. Местные власти в Казани продолжали оказывать скромную помощь в натуральной форме ещё одному приюту для торговли людьми, финансируемому из-за границы.

## Профилактика
Федеральное правительство не продемонстрировало значительных усилий по повышению осведомленности и предотвращению торговли людьми Правительство не поддержало усилия по разработке кампании по повышению осведомленности о торговле людьми в преддверии зимних Олимпийских игр 2014 года в Сочи.